# Даріян Боянич
Даріян Боянич (босн. Darijan Bojanić, нар. 28 грудня 1994, Векше, Швеція) — шведський футболіст боснійського походження, центральний півзахисник клубу «Гаммарбю» та національної збірної Швеції.

## Ігрова кар'єра

### Клубна
Даріян Боянич народився у містечку Векше і у футбол почав грати у місцевому клубі «Гіславедс». З 2010 року він приєднався до першої команди клубу. А вже наступного сезону перейшов до складу клубу Супереттан «Естерс». Якому за два роки допоміг виграти турнір і піднятися у Аллсвенскан. Зацікавленість шведським футболістом виявляли деякі європейські клуби. Серед яких англійський «Фулгем» та нідерландський «Геренвен».
Але у 2013 році Боянич підписав контракт на чотири з половиною роки з шведським клубом «Гетеборг». Та виступаючи у складі «синьо - білих» Боянич так і не зумів закріпитися в основі, провівши в першій команді лише десять матчів і вже в 2014 змушений був покинути команду і перейти до «Гельсінгборга».
Майже одразу Даріян зарекомендував себе як гравець основи. Але у 2016 році після того, як Боянич у ЗМІ розкритикував роботу тренера команди Генріка Ларссона він перестав потрапляти до основи, а у 2017 році був відправлений в оренду у клуб «Естерсунд».
Після оренди Боянич покинув «Гельсінгборг» і підписав контракт з столичним клубом «Гаммарбю» терміном до 2023 року.

### Збірна
9 січня 2020 року у товариському матчі проти команди Молдови Дарян Боянич дебютував у складі національної збірної Швеції.

## Досягнення
«Естерс»
- Переможець Супереттан: 2012

«Гельсінгборг»
- Переможець Супереттан: 2018

«Гаммарбю»
- Володар Кубка Швеції: 2020/21

Особисті досягнення
- Гравець місяця Аллсвенскан: жовтень 2019[10]